# Kantabrischer Braunbär

Kantabrischer Braunbär in Pflege

Als Kantabrische Braunbären (spanisch: Oso Pardo) werden Europäische Braunbären bezeichnet, die im kantabrischen Gebirge in Nordspanien leben. Es gibt dort zwei voneinander getrennt lebende Populationen. Die Tiere gelten als menschenscheu. Eine Begegnung mit Wanderern gilt als unwahrscheinlich.

## Artzuordnung
Der Kantabrische Braunbär wurde 1829 durch Fischer als eigenständige Bärenart Ursus pyrenaicus Fischer 1829 veröffentlicht mit der Typlokalität „in Asturien, Spanien“ beheimatet.
Aufgrund weiterer Erkenntnisse verlor der Kantabrische Braunbär seine Art-Eigenständigkeit und wurde zunächst als Unterart des Braunbären eingeordnet (Ursus arctos pyrenaicus (Fischer 1829)), später wurde er auch als Unterart nicht mehr betrachtet und nur noch als regionales Vorkommen gesehen, nun mit der zoologischen Bezeichnung Ursus arctos L. 1758 bzw. als dessen europäische Unterart Ursus arctos arctos L. 1758. Genetische Untersuchungen, insbesondere der mtDNA, erbrachten eine enge Nähe innerhalb der Europäischen Braunbären und führten zu dem Ergebnis, dass sich die genetische Separation zwischen der kantabrischen Population und der übrigen Braunbären-Population erst nach dem ersten Drittel des Holozäns, also vor 8000 Jahren, gebildet habe und die genetischen Unterschiede sehr gering sind.

Bärenpopulationen in Spanien

Informationsschild über zwei Bärinnen in Pflege

Verhaltens- und Verkehrsregeln im Schutzgebiet

## Verbreitung
In der autonomen Region Kantabrien leben ca. 25 Tiere im Naturpark Saja im Landkreis Campoo bei Reinosa.
Bis zu 140 Tiere leben gemäß unterschiedlichen Quellen im Prinzipat Asturien in einem Biosphärenreservat, das sich von Trubia bis zur Grenze der Region Kastilien-Leon erstreckt. Es handelt sich hierbei um ein Gebiet, das nicht ganz siedlungsfrei ist, wobei die Flächennutzung durch den Menschen nur unter sehr hohen Auflagen erlaubt ist. Durch den nördlichen Teil des Reservats gibt es einen Rundwanderweg namens Senda del Oso (Bärenpfad), der zum Großteil auf einer stillgelegten Bahnstrecke verläuft, die vor vielen Jahren einmal ein heute stillgelegtes Bergwerk an das Schienennetz anband. An diesem Pfad befindet sich bei Villanueva eine Versorgungsstation der Organisation Fundación Oso De Asturias, die sich um die Überwachung des Wildbestands und die medizinische Versorgung der hier lebenden Braunbären kümmert. Hier leben die beiden Bärinnen Paca und Tola, die vor einigen Jahren von Wilderern angeschossen wurden und nicht mehr in freier Wildbahn leben können.
Noch vor wenigen Jahren war die Zahl der wild lebenden Bären in Spanien auf einen Tiefststand von weniger als 80 Tieren geschrumpft, wodurch der enorme Anstieg der Tiere aus der Perspektive des Artenschutzes auf den ersten Blick als großer Erfolg erscheint. Jedoch ist der Erhalt der Tiere mit großen Problemen verbunden und die Naturschutzorganisationen gehen davon aus, dass die Bärenpopulation in den nächsten Jahren wieder rückläufig sein wird. Allerdings werden den Tieren in den beiden Regionen dennoch gute Überlebenschancen eingeräumt.

## Naturschutz und Wilderei
Die Bären leben hier zwar wild, können aber dennoch noch nicht ohne menschliche Hilfe überleben. Dazu bieten die Flora und die Fauna nicht die nötigen Voraussetzungen. Die Pflanzen, von denen sich die Tiere ernähren, sind rar, weshalb momentan bewusst diverse Obstpflanzen und Bäume angepflanzt werden. Ferner ernähren sich die Bären an den Kadavern von Tieren, die sie selbst nicht jagen und von anderen Raubtieren liegen gelassen wurden oder von Bauern in der offenen Natur entsorgt wurden. Sie dienen als Eiweißspender, der für Jungtiere als überlebenswichtig gilt. Aufgrund der letzten Lebensmittelskandale und der BSE-Krise wurde ein EU-Beschluss gefasst, nach dem tote Tiere grundsätzlich zu entsorgen sind. Eine Ausnahmeregelung für Bärenreservate wird gefordert, ist bislang allerdings nicht genehmigt worden.
Die Ranger der Naturschutzorganisation FAPAS müssen gut zu Fuß sein, da alleine die festgelegten Kontrollstrecken eine Gesamtlänge von über 1000 Kilometern haben. Hinzu kommen immer wieder Sondereinsätze. Dabei suchen die Ranger nach Tatzenabdrücken, Kratzstellen an Bäumen, Kot, Resten von Bärenmahlzeiten und anderen Anzeichen für die Anwesenheit von Bären. Alle Daten werden genau nach Zeit und Fundstelle dokumentiert. So entsteht im Laufe der Jahre ein immer genaueres Bild über die Anzahl der Tiere und ihr Wanderverhalten. Ebenso achten die Ranger auf menschliche Spuren im Bärenwald. Zum Beispiel entfernen sie die verbotenen Schlingenfallen. Diese werden von Bergbauern ausgelegt als Abwehrmaßnahme gegen die Wildschweine, die häufig Flurschäden anrichten. Doch viele andere Vierbeiner verenden ebenfalls jämmerlich in den Fallen. Auch mancher neugierige, unerfahrene Jungbär kommt darin zu Tode. Fallensteller gehen kein großes Risiko ein, weil es schwer ist, die Täter zu überführen. Deshalb setzen die Ranger auf Überzeugungsarbeit. Eine Zeitlang nahm die Fallenstellerei deutlich ab. Aber seitdem man anstelle von aufwändigen Fallen jetzt einfache Kunststoffschnüre verwendet, kommen sie wieder häufiger zum Einsatz. Im Naturpark Somiedo, einem Kerngebiet des Bärenhabitats, ergänzen selbstauslösende Kameras die Beobachtungen der Bärenschützer. Zur Überführung von Wilderern taugen
die versteckten Kameras nur eingeschränkt, obwohl auch dies einmal schon gelang. Gegen Wilderei muss anders vorgegangen werden. Seitdem die SEPRONA (spanische Umweltpolizei) auf jahrelanges Drängen der Fapas Außenposten im Bärenhabitat stationiert hat und auch schon einige Täter vor Gericht brachte, gingen die Fälle von Wilderei deutlich zurück. Trotzdem ist dieses Problem noch lange nicht gelöst. Nur die Präsenz der Ranger, bei Bedarf verstärkt durch SEPRONA-Polizisten, kann die Wilderer im Zaum halten. Trotz all der zuvor geschilderten Probleme hat sich die Schutz- und Ernährungssituation dank der unermüdlichen Arbeit der Bärenschützer ständig verbessert.

## Weitere Informationen
Aufgrund der beschränkten genetischen Vielfalt der spanischen Bärenpopulationen stellt Inzucht eine große Gefahr dar. Zusätzlich ist das Geschlechterverhältnis in den spanischen Bärenpopulationen ungünstig – es gibt wesentlich mehr Männchen als Weibchen. Die Geburtenraten sind rückläufig, was u. a. durch die o. g. Inzucht bedingt ist, allerdings auch ein Symptom mangelhafter Ernährung darstellt: unterernährte Bärinnen können zum einen weniger Junge bekommen und müssen zum anderen unter Umständen aufgrund fehlender Fettreserven ihr Winterlager vorzeitig verlassen und dabei ihre wenigen Jungtiere zurücklassen. Für das langfristige Überleben der spanischen Tiere wäre es förderlich, von außen, d. h. aus anderen Regionen, frische Gene in die Populationen zu bringen.
Bis Anfang 2008 wurde es von Wissenschaftlern jedoch abgelehnt, die spanischen Bärenpopulationen mit Tieren aus anderen Regionen aufzufrischen. Begründung: Da die Verbreitungsgebiete in Spanien seit ihrer Bekanntheit isoliert waren von den übrigen europäischen Braunbär-Populationen, nahm man an, dass der europäische und der kantabrische Braunbär seit ca. 25.000 Jahren getrennte Wege gehen und daher im Falle einer Kreuzung der Anteil an unfruchtbaren Hybriden sehr hoch sein würde. Man ging also davon aus, dass es sich beim kantabrischen Braunbären um eine eigenständige Art handelte. Aufgrund der geringen genetischen Unterschiede gilt es seither als unbedenklich, Tiere aus anderen Regionen in den spanischen Populationen anzusiedeln.
Eine dritte Bärenpopulation lebt in Spanien seit 2006 in den Pyrenäen im Grenzgebiet zu Frankreich. Hierbei handelt es sich um ein Experiment, Braunbären anzusiedeln, die Tiere stammen aus Slowenien. Der Erfolg des Experiments war zu Beginn unsicher, da die Population stetig abnahm und nach Ansicht von Experten aussterben würde. Nach einem Jahrzehnt zeigt sich, dass eine begrenzte Bärenpopulation in den Pyrenäen lebt. Diese Population in den französischen und spanischen Pyrenäen, aufgespalten in zwei nicht miteinander vernetzte Teilpopulationen, gilt als eine der gefährdetsten Raubtierpopulationen Europas.